# Popolasca
Popolasca (in corso Upulasca) è un comune francese di 51 abitanti situato nel dipartimento dell'Alta Corsica nella regione della Corsica.

## Società

### Evoluzione demografica
Abitanti censiti